# Sphyraena viridensis

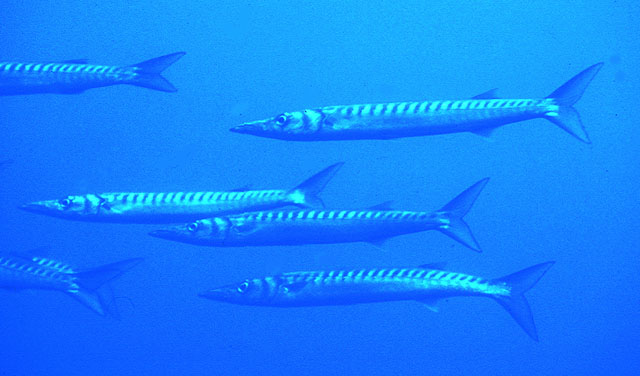
Sphyraena viridensis

 Sphyraena viridensis és un peix teleosti de la família dels esfirènids i de l'ordre dels perciformes que es troba a les costes centrals de l'Atlàntic oriental (Cap Verd, Canàries i les Illes Açores) i del Mediterrani (Líban, Mar d'Alboran, Mar Lígur, Mar Balear, Mar Tirrena).
Pot arribar als 128 cm de llargària total.